# Ferdinand Andergassen
Ferdinand Andergassen (* 25. März 1892 in Feldkirch; † 10. September 1964 bei Düns, Vorarlberg, durch einen Verkehrsunfall) war ein österreichischer Komponist Organist und Musikerzieher.

## Leben
Ferdinand Andergassen wurde in Feldkirch als Sohn eines aus Südtirol stammenden Bäckermeisters und dessen Ehefrau, einer Feldkircherin, geboren. In den Jahren von 1910 bis 1912 studierte er an der Akademie für Musik und darstellende Kunst in Wien Klavier und Orgel sowie Musiktheorie. In den Jahren von 1912 bis 1957 war er als Domorganist in der Dompfarrkirche St. Nikolaus tätig. Gleichzeitig lehrte er als Musiklehrer an der Musikschule der Stadt Feldkirch, als Lehrer am damals berühmten Jesuitengymnasium „Stella Matutina“ und an der Lehrerbildungsanstalt.
Andergassen zählt zu den wichtigsten Musikschaffenden seiner Heimatstadt Feldkirch. Abseits der musikalischen Zentren lebte Andergassen ein bescheidenes, schaffensreiches Leben, das nie Gegenstand vieler öffentlicher Ehrungen war.
Beeindruckt zeigte er sich in seiner Jugend von den Werken Richard Wagners und später von den Einflüssen des Impressionismus und des Expressionismus. Seine Musik umfasst das ganze Spektrum kompositorischen Schaffens – Symphonien, Klavierwerke, Kammermusikwerke, Chorwerke u. a. Die erste große Orchestermesse komponierte er schon mit 21 Jahren. Er ist in seinen Werken nie einer Stilrichtung gefolgt. Letztendlich hat Ferdinand Andergassen seine eigene Klangwelt geschaffen. Mit seinen kammermusikalischen Kompositionen stieß Andergassen dabei weit in die Moderne vor. Oft herb, dann wieder kraftvoll, etwas eigenartig, meist humorvoll kann seine Musik beschrieben werden. In seinen Werken setzten sich auch immer wieder polyphone Elemente durch, die sicherlich in seiner kirchenmusikalischen Tätigkeit ihren Ursprung hatten. Viele seiner Werke entstanden durch und für den Musikkreis Feldkirch. Als Anerkennung für sein musikalisches Schaffen wurde ihm im Jahr 1950 der Professorentitel durch den damaligen Bundespräsidenten Karl Renner verliehen.
Ferdinand Andergassens handschriftlicher Nachlass, der bisher nur zu einem geringen Teil veröffentlicht wurde, wird im Musikarchiv der Stadt Feldkirch aufbewahrt. Es ist ein Verdienst der Gesellschaft der Musikfreunde Feldkirch und der Musikschule der Stadt Feldkirch, dass inzwischen einige dieser wertvollen Werke als Tonaufnahme oder Notenmaterial wieder zugänglich sind.

## Werke
Ferdinand Andergassen schuf 4 Symphonien, 9 große Messen, 3 Orchestermessen, 1 Requiem, 2 Orgelmessen, 1 Messe für Chor und Hornensemble, Motetten, Proprien, Liederzyklen, einige Orchesterlieder, etwa 200 Lieder mit Klavierbegleitung, 6 Streichquartette, 1 Streichtrio, ein Klaviertrio, 2 Klavierkonzerte, 6 Klaviersonaten, 2 Opern, 2 Operetten u. v. m. Für das Oratorium „Das Lied von der Wanderschaft“ erhielt Andergassen 1935 den Förderungspreis des Unterrichtsministeriums.
Bis heute wurde nur ein kleiner Teil seiner Werke im Druck veröffentlicht. Der große Teil seines kompositorischen Schaffens wird im Musikarchiv der Stadt Feldkirch aufbewahrt und wartet dort darauf, wiederentdeckt zu werden.

## Werke (Auswahl)
- "Eine kleine Tanzsuite, Op. 69" für Klavier,
- "De sancto spiritu" – Andergassens erste a cappella-Messe,
- "Sursum Corda" – Orchestermesse,
- "Bilder aus dem Varieté – Streichquartett,
- "Suite im alten Stil" für Streichorchester,
- "Suite für 3 Hörner und Klavier",
- "Liederzyklus" für Streichquartett und Horn,
- "Das Lied von der Wanderschaft" – Oratorium,
- "Dido" – Oper,
- "Der Froschkönig" – Märchenoper,
- "Winter am Arlberg" – Operette,
- "Pfeil im Herzen" – Operette (aufgeführt 1935 in Feldkirch und Bregenz),
- "Partita" (1957 Kompositionspreis von Radio Vorarlberg für dieses Werk).